# Can Vayreda
Can Vayreda és un edifici a la ciutat d'Olot (la Garrotxa) catalogat a l'Inventari del Patrimoni Arquitectònic de Catalunya. Durant el segle xvi la ciutat d'Olot viu uns moments de gran prosperitats, especialment durant la segona meitat del segle. Això atrau molts immigrants de remença, el que genera un notable creixement urbà. S'edifiquen el Carrer Major, el de Sant Rafael, els contorns del Firal i la Plaça Major. Durant la segona meitat del segle xix es tornen a fer grans construccions al carrer de Sant Rafael; s'enderroca el portal al final del carrer, es basteixen cases importants com Can Batlló i moltes d'altres són profundament renovades.
Casa entre mitgeres. Consta de baixos, que foren modificats per albergar-hi locals comercials, i tres pisos superiors. La porta principal està ubicada al costat esquerre de l'edifici i disposa d'una àmplia reixa de ventilació. Els pisos superiors tenen balcons sostinguts, els del primer amb mènsules de cap de dona modernista i els superiors amb mènsules decorades amb fullatges estilitzats. Aquestes obertures foren emmarcades en color fosc, la resta dels murs varen ser estucats, i es troben en molt mal estat de conservació.